# 呉瑾
呉 瑾（ご きん、永楽11年12月1日（1413年12月23日）- 天順5年7月2日（1461年8月7日））は、明代の功臣の子孫。字は廷璋。モンゴルの出身。

## 生涯
呉克忠と楊氏のあいだの子として生まれた。正統14年（1449年）8月、土木の変が起こると、父は宣府で戦没した。呉瑾はオイラト兵に捕らえられたが、逃げ帰った。10月、恭順侯の爵位を嗣いだ。景泰元年（1450年）10月、三千営を管掌した。のちに左軍都督府事をつとめ、陝西に駐屯した。天順年間、英宗は呉瑾に甘粛を守らせようとしたが、呉瑾は固辞した。
天順5年（1461年）7月、曹欽が反乱の兵を起こした。呉瑾は従弟の呉琮とともに都指揮の馬亮から兵変の発生を聞くと、長安門を叩いて報告し、門は閉鎖された。曹欽は門を攻撃して入れないと知ると、火を放った。呉瑾は5・6騎ばかりを率いて奮戦し、戦死した。享年は49。涼国公の位を追贈された。諡は忠壮といった。世券を与えられた。
子の呉鑑が恭順侯の爵位を嗣いだ。